# Francisco Revelles Tejada
Francisco Revelles Tejada (Valdecaballeros, 22 de abril de 1938 — Segovia, 23 de agosto de 2003) foi um pintor espanhol.